# 跳び箱

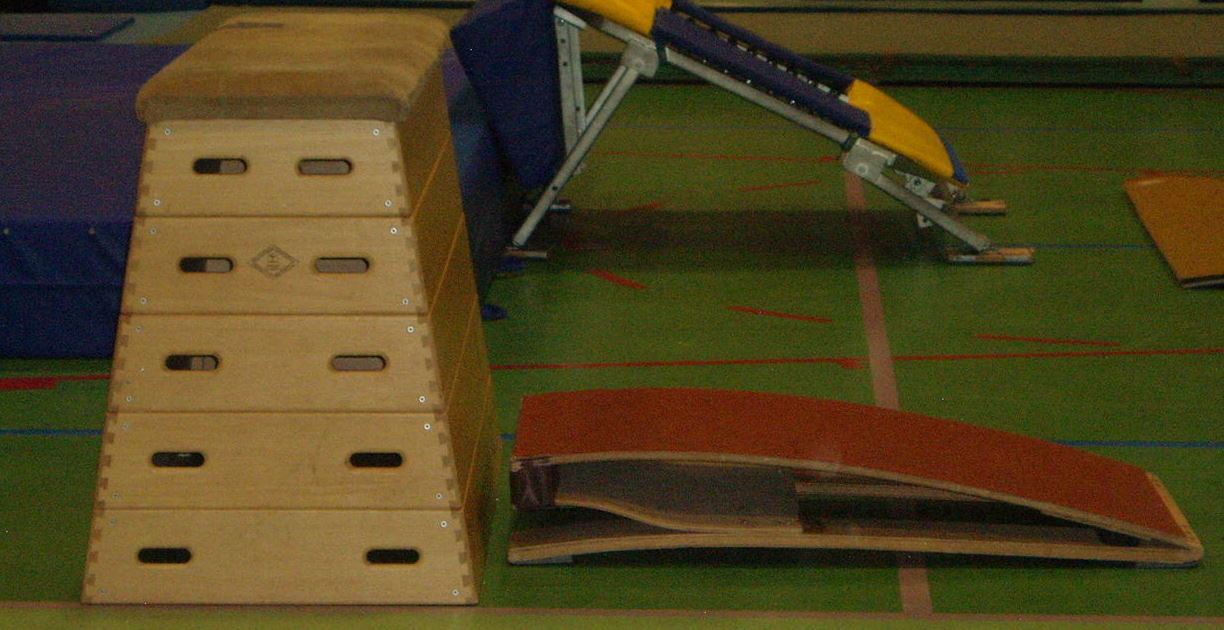
跳び箱と踏切板

跳び箱（とびばこ、飛び箱、vaulting box）は、長方形の木枠を山形に積み重ね、最上部に布や革などを張った箱形の体操器具。簡易なものもあり遊具の一種でもある。重ねる木枠の数を変えることで高さを段階的に加減することができる。手前に踏み切り板を置き、走ってきて手をつき跳びこす。初級者向けの跳び箱には、ウレタン製の跳び箱や、閉脚跳び用に中央部が手を付く部分より低くなっているものもある。
「跳び箱」に相当する英語は “Vaulting Horse” であるが、通常は体操競技の跳馬を指す言葉である。

## 歴史
跳び箱の原型は古代ローマに存在しており、兵士が馬に乗る技術を習得するために木馬に乗る練習を行っていたことに由来する。
ドイツでは木馬を跳び越す跳馬運動と馬上での鞍馬運動の2つの流れに分かれて発達した。現代の跳び箱はドイツの跳馬運動とスウェーデンのテーブル跳びなどの影響を受けてスウェーデンで考案されたものである。跳び箱が考案されたのは19世紀初頭で、初期の跳び箱は、縦・横ともに1m50cmの正方形であり、北ヨーロッパでの普及とともに幅が細くなっていき、1920年代には安全性を考慮し現在のような台形へと改良されていった。日本では、1885年（明治18年）から学校教育に木馬が取り入れられており、開脚跳びなどの跳躍運動が行われていたが、1901年（明治34年）、木馬より利便性や安全性が高い器具として跳び箱が紹介され、1913年（大正2年）に制定された学校体育教授要目によって全国の学校に跳び箱が設置されるようになった。
踏み切り板には、弾性の少ない固定式踏み切り板が一般的に用いられてきたが、現在ではロイター板を用いる場合が多い。

## 跳び箱運動
跳びこえ方には様々な種類があり、代表的なものを下に挙げる。
開脚跳び
脚を左右に開いて跳びこす。
閉脚跳び（かかえこみ跳び）
脚を閉じたまま跳びこす。
台上前転
跳び箱の上に後頭部・背中をつけて前転する。
前方屈腕倒立回転跳び
跳び箱の上に後頭部・背中をつけずに前転する。
前方倒立回転跳び
身体全体を伸ばしたまま頭をつけずに前転する。
側方倒立回転跳び
身体全体を伸ばしたまま頭をつけずに側転する。
上記のうち、台上前転と側方倒立回転跳びは、跳び箱を必ず縦向きにして行う。それ以外の技はどちらでも可能であるが、開脚跳びは縦向き、閉脚跳びは横向きにする場合が多い。

## 規格と寸法
文部科学省規格品には、小型・中型・大型の3サイズがあり、それぞれの寸法は下記の通りである。
|      | 小型                                                                                               | 中型 | 大型 | MONSTER BOX（「巨大跳び箱」参照） |
| ---- | -------------------------------------------------------------------------------------------------- | --- | --- | --- |
| 対象 | 小学生                                                                                             | 小学生・中学生                                                                                           | 中学生以上                                                                                                | |
| 長さ | 80cm                                                                                               | 100cm | 120cm | 120cm |
| 高さ | 1段：30cm 2段：40cm 3段：50cm 4段：60cm 5段：70cm 6段：80cm 7段：90cm 8段：100cm （1段当たり10cm） | 1段：35cm 2段：50cm 3段：65cm 4段：80cm 5段：90cm 6段：100cm 7段：110cm 8段：120cm （4段目以降10cmずつ） | 1段：35cm 2段：55cm 3段：70cm 4段：85cm 5段：100cm 6段：115cm 7段：125cm 8段：135cm （6段目以降10cmずつ） | 1段：35cm+6cm（本体+固定台） 2段：55cm+6cm 3段：75cm+6cm 4段：95cm+6cm 5段：110cm+6cm 6段：125cm+6cm 7段：140cm+6cm 8段：150cm+6cm（7段目以降10cmずつ） |

安全規格はCPSA0084（製品安全協会）がある。

## 事故
日本スポーツ振興センターによる調査で2015年度における小学校での跳び箱を用いた授業で発生した事故件数は14887件となっており、自治体による跳び箱に対する個別の安全対策は執っていない。過去11年間における後遺障害を負った事例は11人（約1名/年）となっている。

### 主な事例
- 1967年9月、横浜市の市立小学校で小学校5年生の体育授業中、児童が高さ80cmの跳び箱の上で手を滑らせてマットに頭から落下。首の骨を折って間もなく死亡した[3]。
- 2017年5月、横浜市の市立中学校の体育授業で中学2年生男子生徒が跳び箱から転倒、頸椎の脱臼骨折により胸から下が麻痺の要介助生活[4]。

## 巨大跳び箱
通常、学校で使われる跳び箱は8段までであるが、より段数を積み上げ、跳べた段数を競う企画が存在する。

### MONSTER BOX
TBSの特別番組『スポーツマンNo.1決定戦』や『最強スポーツ男子頂上決戦』では、毎回恒例の種目として跳び箱が行われており、同番組ではこの競技を「MONSTER BOX（モンスターボックス）」と呼んでいる。過去に多くのプロスポーツ選手、体操選手、芸能人などが参戦し、以下の記録が生まれている。
- 番組公認世界記録23段（高さ3m06cm） - ヨー・ホンチュル、池谷直樹[5]、モーガン・ハム、水鳥寿思、平野泰新[6]
- 番組公認女子世界記録18段（高さ2m56cm） - 松島由季

また、MONSTER BOXはマッスルミュージカルの演目でもあり、公演中に以下の記録が生まれている（番組非公認扱い）。
- 24段（高さ3m16cm） - 大山大和
- 23段（高さ3m06cm） - 片山敬太郎、知幸

さらにこれとは別に、一般人が23段に成功した報告が2件挙がっている（番組非公認扱い）。

### ギネス記録
マッスルミュージカルにてMONSTER BOX前人未到の24段を成功した大山大和が、2011年にギネス新競技となる跳び箱に挑戦し、24段のギネス記録を樹立した。MONSTER BOXとサイズ規格の異なる跳び箱を使用しているため（上記「規格と寸法」の大型にあたる）その高さは2m95cmであり、番組公認世界記録であるMONSTER BOXの23段・高さ3m06cmより低い（22段相当）。しかし競技ルールも異なり、両足で着地しなければ成功と見なされないため、単純な記録の比較はできない。